# 杨辅 (南宋)
杨辅（?—?），表字嗣勋，遂宁（今四川遂宁）人，南宋政治人物，乾道二年（1166年）进士。

## 生平
淳熙七年（1180年），任秘书省正字，转任校书郎。升任户部郎中，总领四川财赋。升任太府少卿、利州路安抚使。庆元二年（1196年），召入行在临安府，担任秘书监、礼部侍郎。庆元三年（1197年），出任为江南东路提刑。庆元六年（1200年），知江陵府兼荆湖北路安抚使，转任襄阳、潼川府。召还临安，任显谟阁直学士。当时吴挺病重，他上书吴氏久帅四川，惟恐生变。宋宁宗任命杨辅以敷文阁直学士出知成都府、兼本路安抚使。开禧三年（1207年），四川宣抚副使吴曦叛，他受命为四川制置使，不能讨叛，弃成都而去。吴曦死後，杨辅还成都，任四川宣抚使。他与副使安丙不协，被召东还。官至知建康府兼江淮制置使。在官任上去世，谥庄惠。